# Mathieu Diebolt
Pour les articles homonymes, voir Diebolt.
Pas d'image ? Cliquez ici

a Compétitions nationales et continentales officielles uniquement.

Dernière mise à jour le 22 novembre 2017.
Mathieu Diebolt, né le 17 septembre 1981, est un joueur de rugby à XV évoluant au poste de deuxième ligne (1,92 m pour 105 kg).

## Carrière

### En sélection nationale
- International -19 ans
- International -21 ans : participation au championnat du monde 2002 en Afrique du Sud.

## Palmarès
- Champion du monde des -19 ans en avril 2000 (élu meilleur joueur du championnat).
- Grand chelem du tournoi des six nations 2002 des -21 ans, 46  sélections.